# كتاب الحياة (فلم)
كتاب الحياة (بالإنجليزية: The Book of Life) هو فيلم رسوم متحركة أمريكي من عام 2014، من الأنواع الكوميدية الرومانسية والمغامرة والخيال، من إخراج خورخي جوتيريز.

## القصة
تدور أحداث الفلم حول الشاب الصغير (مونولو) الذي يجد نفسه حائرًا بين أن يوافق على ما ترغبه عائلته أن يكون ، أو أن يتبع قلبه فحسب ، وبعد أن يحسم خياره ، يدخل (مونولو) في مغامرة جريئة ، متنقلا فيها بين ثلاثة عوالم مختلفة ، حيث يجد نفسه في مواجهة أكثر الأشياء التي تخيفه.

## الميزانية والإيرادات
بلغت تكلفة إنتاج الفيلم حوالي 50 مليون دولار بينما حقق أرباحاً تقدر بـ 99,800,00 دولار.

## وصلات خارجية
- مقالات تستعمل روابط فنية بلا صلة مع ويكي بيانات